# Monte Shinn

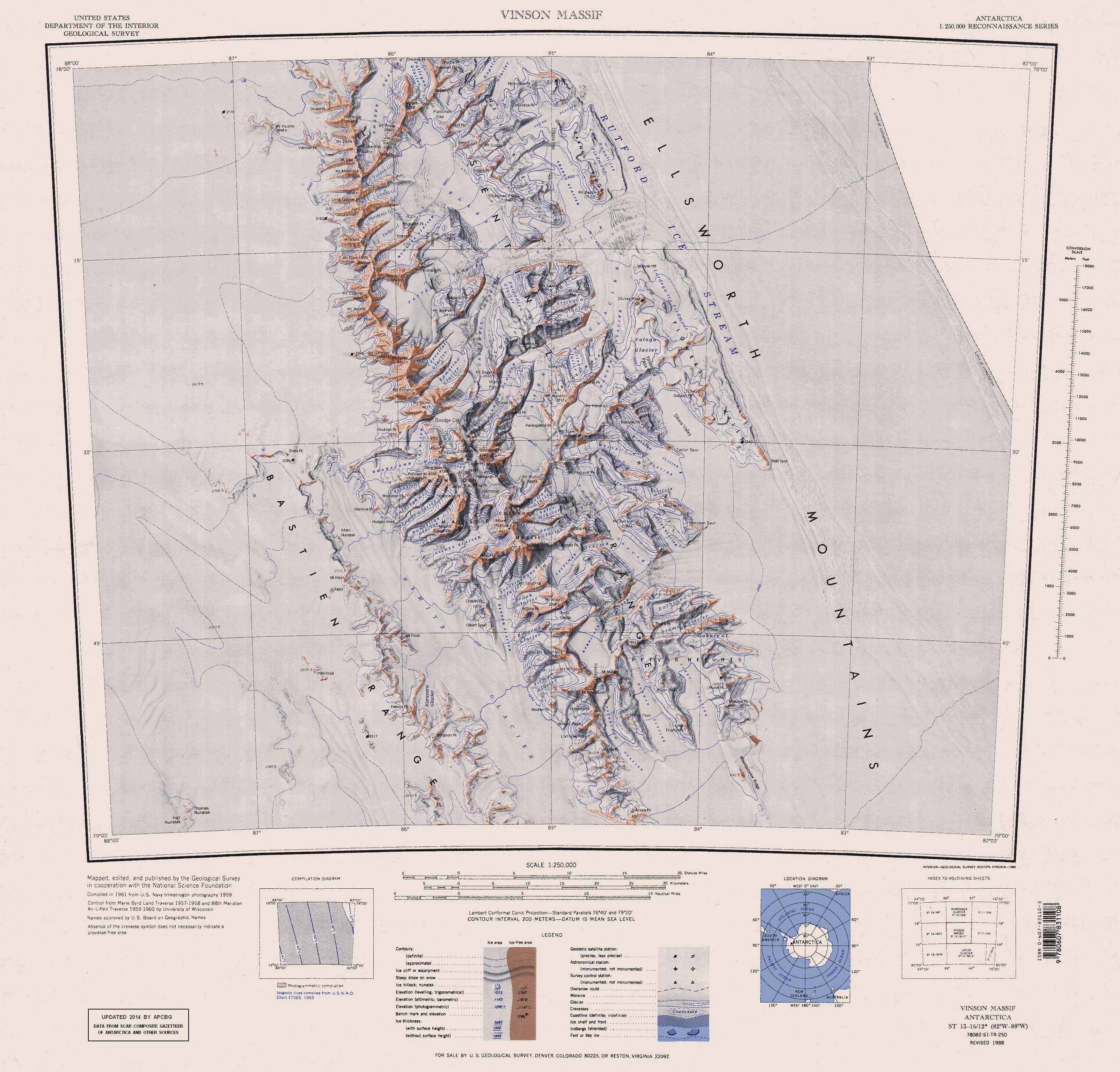
Mapa da Cordilheira Sentinela.

O monte Shinn  é uma montanha que atinge 4661 m de altitude, localizada 6 km a sudeste do Monte Tyree na Cordilheira Sentinela, Montanhas Ellsworth, na Antártida. É a terceira mais alta montanha da Antártida, depois do maciço Vinson e do monte Tyree.
Descoberto nos voos de reconhecimento do Ano Internacional da Geofísica (IGY) em janeiro de 1958, e denominado pelo Advisory Committee on Antarctic Names (Comitê Consultivo para Nomes Antárticos) (US-ACAN) pelo Tenente Comandante Conrad S. (Gus) Shinn, Marinha dos Estados Unidos, piloto em alguns destes voos. Shinn foi piloto da aeronave R4D da marinha transportando o Almirante Dufek que, em 31 de outubro de 1956, fez a primeira aterrissagem de avião no Polo Sul geográfico. Tinha sido considerado ter mais de 4800m de altitude, mas foi de novo medido em 2001 por Damien Gildea e Rodrigo Fica da Fundação Ômega, usando um receptor GPS Trimble 5700 e o sistema de processamento AUSPOS do governo australiano.